# Nascar Grand National Series 1951
Nascar Grand National Series 1951 var den 3:e upplagan av den främsta divisionen av professionell stockcarracing i USA sanktionerad av National Association for Stock Car Auto Racing. Säsongen bestod av 41 race och inleddes 5 februari på Daytona Beach Road Course och avslutades 25 november på Lakeview Speedway i Mobile, Alabama.
Herb Thomas vann serien i en Hudson. Oldsmobile som bilmärke dominerade serien med 20 segrar.

## Resultat
| Nr      | Datum        | Tävling           | Bana                                                        | Pole            | Vinnare         | Konstruktör | Start | Rapport |
| ------- | ------------ | ----------------- | ----------------------------------------------------------- | --------------- | --------------- | ----------- | ----- | ------- |
| 1       | 5 februari   | Race 1            | Daytona Beach Road Course, Daytona Beach, Florida           | Tim Flock       | Marshall Teague | Hudson      | 6     |         |
| 2       | 1 april      | Race 2            | Charlotte Speedway, Charlotte, North Carolina               | Monty Flock     | Curtis Turner   | Nash        | 7     |         |
| 3       | 8 april      | Race 3            | Lakeview Speedway, Mobile, Alabama                          | Red Harrelson   | Tim Flock       | Oldsmobile  | 2     |         |
| 4       | 8 april      | Race 4            | Carrell Speedway, Gardena Kalifornien                       | Andy Pierce     | Marshall Teague | Hudson      | 2     |         |
| 5       | 15 april     | Race 5            | Occoneechee Speedway, Hillsborough, North Carolina          | Fonty Flock     | Fonty Flock     | Oldsmobile  | 1     |         |
| 6       | 22 april     | Race 6            | Arizona State Fairgrounds, Phoenix, Arizona                 | Fonty Flock     | Marshall Teague | Hudson      | i.u.  |         |
| 7       | 29 april     | Wilkes County 150 | North Wilkesboro Speedway, North Wilkesboro, North Carolina | Fonty Flock     | Fonty Flock     | Oldsmobile  | 1     | Rapport |
| 8       | 6 maj        | Race 8            | Martinsville Speedway, Ridgeway, Virginia                   | Tim Flock       | Curtis Turner   | Oldsmobile  | 7     |         |
| 9       | 30 maj       | Poor Man's 500    | Canfield Speedway, Canfield Ohio                            | Bill Rexford    | Marshall Teague | Hudson      | 4     | Rapport |
| 10      | 10 juni      | Race 10           | Columbus Speedway, Columbus, Georgia                        | Gober Sosebee   | Tim Flock       | Oldsmobile  | 2     |         |
| 11      | 16 juni      | Race 11           | Columbia Speedway, Columbia, South Carolina                 | Frank Nundy     | Frank Mundy     | Studebaker  | 1     |         |
| 12      | 24 juni      | Race 12           | Dayton Speedway, Dayton, Ohio                               | Tim Flock       | Curtis Turner   | Oldsmobile  | 6     |         |
| 13      | 30 juni      | Race 13           | Carrell Speedway, Gardena, Kalifornien                      | Lou Figaro      | Lou Figaro      | Hudson      | 1     |         |
| 14      | 1 juli       | Race 14           | Grand River Speedrome, Grand Rapids, Michigan               | Tim Flock       | Marshall Teague | Hudson      | 3     |         |
| 15      | 8 juli       | Race 15           | Bainbridge Speedway, Bainbridge, Ohio                       | Fonty Flock     | Fonty Flock     | Oldsmobile  | 1     |         |
| 16      | 15 juli      | Race 16           | Heidelberg Raceway, Pittsburgh, Pennsylvania                | Fonty Flck      | Herb Thomas     | Oldsmobile  | i.u.  |         |
| 17      | 29 juli      | Race 17           | Asheville-Weaverville Speedway, Weaverville, North Carolina | Fonty Flock     | Fonty Flock     | Oldsmobile  | 1     |         |
| 18      | 31 juli      | Race 18           | Monroe County Fairgrounds, Rochester, New York              | Fonty Flock     | Lee Petty       | Plymouth    | i.u.  |         |
| 19      | 1 augusti    | Race 19           | Altamont-Schenectady Fairgrounds, Altamont, New York        | Fonty Flock     | Fonty Flock     | Oldsmobile  | 1     |         |
| 20      | 12 augusti   | Motor City 250    | Michigan State Fairgrounds Speedway, Detroit, Michigan.     | Marshall Teague | Tommy Thompson  | Chrysler    | 5     | Rapport |
| 21      | 19 augusti   | Race 21           | Fort Miami Speedway, Toledo, Ohio                           | Fonty Flock     | Tim Flock       | Oldsmobile  | 4     |         |
| 22      | 24 augusti   | Race 22           | Morristown Speedway, Morristown New Jersey                  | Tim Flock       | Tim Flock       | Oldsmobile  | 1     |         |
| 23      | 25 augusti   | Race 23           | Air Base Speedway, Greenville South Carolina                | Tim Flock       | Bob Flock       | Oldsmobile  | 6     |         |
| 24      | 3 september  | Southern 500      | Darlington Raceway, Darlington, South Carolina              | Frank Mundy     | Herb Thomas     | Hudson      | 2     | Rapport |
| 25      | 7 september  | Race 25           | Columbia Speedway, Columbia, South Carolina                 | Tim Flock       | Tim Flock       | Oldsmobile  | 1     |         |
| 26      | 8 september  | Race 26           | Central City Speedway, Macon, Georgia                       | Bob Flock       | Herb Thomas     | Plymouth    | 6     |         |
| 27      | 15 september | Race 27           | Langhorne Speedway, Langhorne, Pennsylvania                 | Fonty Flock     | Herb Thomas     | Hudson      | 3     |         |
| 28      | 23 september | Race 28           | Charlotte Speedway, Charlotte, North Carolina               | Billy Cardn     | Herb Thomas     | Hudson      | i.u.  |         |
| 29      | 23 september | Race 29           | Dayton Speedway, Dayton, Ohio                               | Fonty Flock     | Fonty Flock     | Oldsmobile  | 1     |         |
| 30      | 30 september | Race 30           | Wilson Speedway, Wilson, North Carolina                     | Fonty Flock     | Fonty Flock     | Oldsmobile  | 1     |         |
| 31      | 7 oktober    | Race 31           | Occoneechee Speedway, Hillsborough, North Carolina          | Herb Thomas     | Herb Thomas     | Hudson      | 1     |         |
| 32      | 12 oktober   | Race 32           | Thompson Speedway. Thompson, Connecticut                    | Neil Cole       | Neil Cole       | Oldsmobile  | 1     |         |
| 33      | 14 oktober   | Race 33           | Pine Grove Speedway, Shippenville, Pennsylvania             | Tim Flock       | Tim Flock       | Oldsmobile  | 1     |         |
| 34      | 14 oktober   | Race 34           | Martinsville Speedway, Ridgeway, Virginia                   | Herb Thomas     | Frank Mundy     | Oldsmobile  | 3     |         |
| 35      | 14 oktober   | Race 35           | Oakland Stadium, Oakland, Kalifornien                       | Dick Rathman    | Marcin Burke    | Mercury     | 4     |         |
| 36      | 21 oktober   | Wilkes 200        | North Wilkesboro Speedway, North Wilkesboro, North Carolina | Herb Thomas     | Fonty Flock     | Oldsmobile  | 4     | Rapport |
| 37      | 28 oktober   | Race 37           | Marchbanks Speedway, Hanford Kalifornien                    | Dick Rathman    | Danny Weinberg  | Studebaker  | i.u.  |         |
| 38      | 4 november   | Race 38           | Speedway Park, Jacksonville Florida                         | Herb Thomas     | Herb Thomas     | Hudson      | 1     |         |
| 39      | 11 november  | Race 39           | Lakewood Speedway, Atlanta, Georgia                         | Frank Mundy     | Tim Flock       | Hudson      | 4     |         |
| 40      | 11 november  | Race 40           | Carrell Speedway, Gardena, Kalifornien                      | Fonty Flock     | Bill Norton     | Mercury     | 10    |         |
| 41      | 25 november  | Race 41           | Lakeview Speedway, Mobile, Alabama                          | Frank Mundy     | Frank Mundy     | Studebaker  | 1     |         |
| Källor: |              |                   |                                                             |                 |                 |             |       |         |

## Slutställning
| Plats   | Förare             | Starter | Vinster | Top 5 | Top 10 | Pole | Varv | Prispengar | Poäng   | +\-       |
| ------- | ------------------ | ------- | ------- | ----- | ------ | ---- | ---- | ---------- | ------- | --------- |
| 1       | Herb Thomas        | 35      | 7       | 16    | 18     | 4    | 1186 | $21 025    | 4208,45 |           |
| 2       | Fonty Flock        | 34      | 8       | 20    | 22     | 13   | 1708 | $15 535    | 4062,25 | –146,2    |
| 3       | Tim Flock          | 30      | 7       | 19    | 21     | 7    | 841  | $15 155    | 3722,5  | –485,95   |
| 4       | Lee Petty          | 32      | 1       | 11    | 19     | 0    | 99   | $7 340     | 2392,25 | –1816,2   |
| 5       | Frank Mundy        | 26      | 3       | 9     | 12     | 4    | 445  | $7 095     | 1963,5  | –2,244,95 |
| 6       | Buddy Shuman       | 7       | 0       | 1     | 7      | 0    | 0    | $2 755     | 1368,75 | –2839,7   |
| 7       | Jesse James Taylor | 10      | 0       | 1     | 3      | 0    | 104  | $3 700     | 1214    | –2994,45  |
| 8       | Dick Rathman       | 15      | 0       | 4     | 7      | 1    | 30   | $3 480     | 1040    | –3168,45  |
| 9       | Bill Snowden       | 13      | 0       | 3     | 9      | 0    | 0    | $2 365     | 1009,25 | –3199,2   |
| 10      | Joe Eubanks        | 12      | 0       | 3     | 3      | 0    | 7    | $3 350     | 1005.5  | –3202,95  |
| 11      | Lloyd Moore        | 22      | 0       | 4     | 8      | 0    | 322  | $3 225     | 996,5   | –3211,95  |
| 12      | Fireball Roberts   | 9       | 0       | 2     | 3      | 0    | 825  | $2 110     | 930     | –3278,45  |
| 13      | Jimmie Lewallen    | 12      | 0       | 4     | 8      | 0    | 613  | $2 180     | 874,25  | –3334,2   |
| 14      | Bob Flock          | 17      | 1       | 4     | 9      | 1    | 1073 | $3 680     | 869     | –3339,45  |
| 15      | Jim Paschal        | 16      | 0       | 4     | 7      | 0    | 767  | $2 360     | 858,5   | –3349,95  |
| Källor: |                    |         |         |       |        |      |      |            |         |           |

- Notering: Endast de femton främsta förarna redovisas.